# Wilshire/Fairfax (métro de Los Angeles)
 (2025).
Wilshire/Fairfax est une station du métro de Los Angeles actuellement en construction et dont l'ouverture est prévue en 2025.
Elle sera desservie par les rames de la ligne D.

## Situation sur le réseau
Wilshire/Fairfax fera partie des trois stations supplémentaires de la ligne D, dans le cadre de la première phase d'extension de cette ligne.

## Histoire
Wilshire/Fairfax sera mise en service en 2025, lors de l'extension de la ligne D.

## Service des voyageurs

### Desserte
Wilshire/Fairfax sera desservie par les rames de la ligne D du métro,.